# Caurel (Côtes-d’Armor)
Caurel település Franciaországban, Côtes-d’Armor megyében. Lakosainak száma 355 fő (2022. január 1.). Caurel Saint-Aignan, Saint-Gilles-Vieux-Marché, Saint-Mayeux, Guerlédan és Bon Repos sur Blavet községekkel határos.

## Népesség
A település népességének változása:
| Lakosok száma | 434  | 376  | 384  | 379  | 372  | 359  | 360  | 359  | 361  | 355  |
|               | 1968 | 1982 | 1990 | 2006 | 2013 | 2015 | 2017 | 2019 | 2020 | 2022 |